# Knieperstraße 15 (Stralsund)
Das Wohnhaus Knieperstraße 15 in Stralsund ist ein denkmalgeschütztes Bauwerk in der Knieperstraße, Ecke Schillstraße.

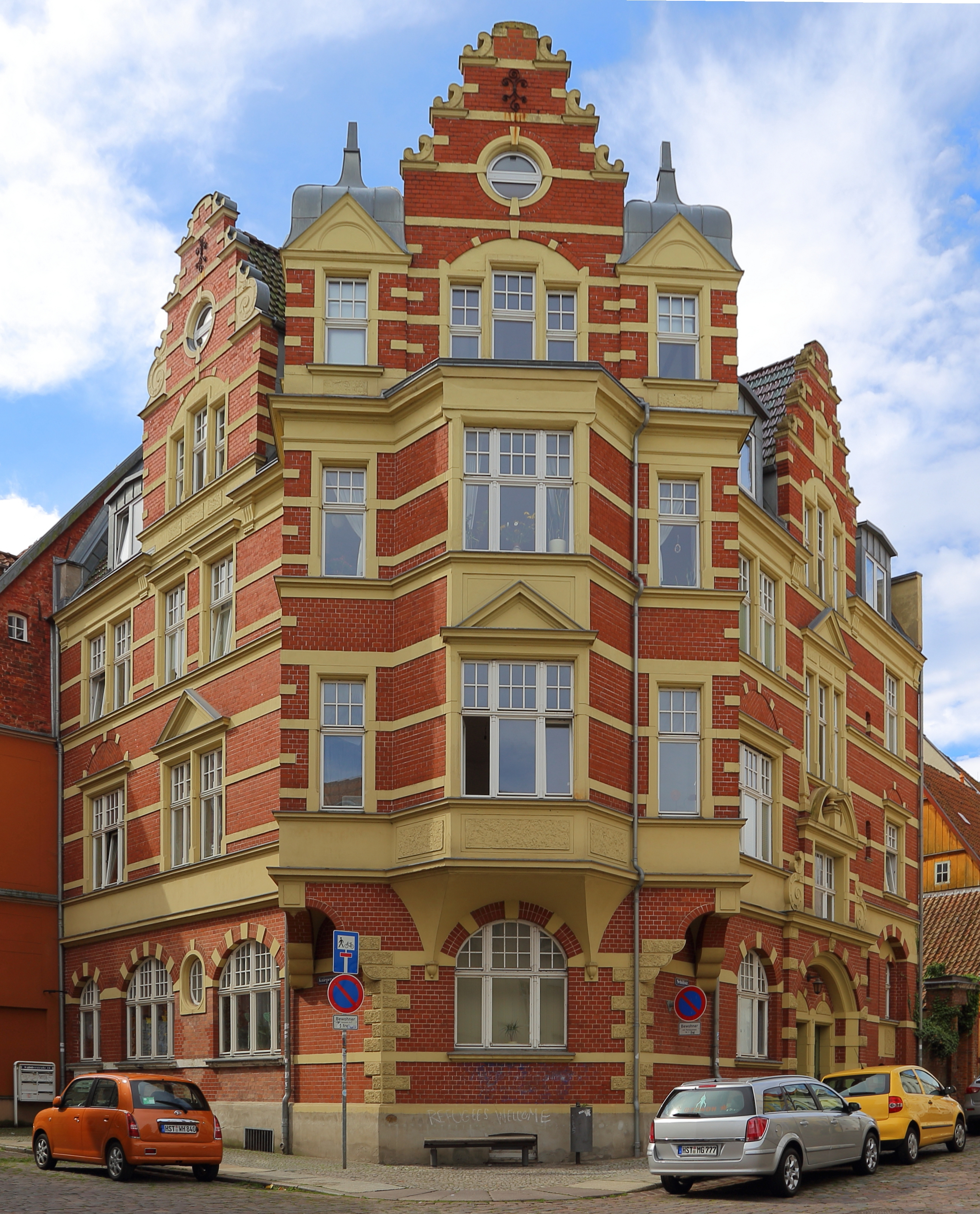
Haus Knieperstraße 15 in Stralsund (2016)

Das Eckhaus zur Schillstraße wurde 1903 errichtet und ist im Stil der Neorenaissance gestaltet. Die Fassade ist ziegelsichtig mit Putzgliederung gestaltet, drei Zwerchhäuser thronen auf dem dreigeschossigen Gebäude. Die Eckachse ist abgeschrägt und durch einen über dem Erdgeschoss beginnenden Erker geprägt. Ein Eingang zur Knieperstraße wurde in der Mitte der 1990er Jahre geschlossen.
Das Haus im Kerngebiet des von der UNESCO als Weltkulturerbe anerkannten Stadtgebietes des Kulturgutes „Historische Altstädte Stralsund und Wismar“ ist in die Liste der Baudenkmale in Stralsund eingetragen.